# Cissus ruspolii
Cissus ruspolii är en vinväxtart som beskrevs av Ernest Friedrich Gilg. Cissus ruspolii ingår i släktet Cissus och familjen vinväxter. Inga underarter finns listade i Catalogue of Life.